# Rheinhafen-Dampfkraftwerk Karlsruhe
Das Rheinhafen-Dampfkraftwerk (RDK) wird von der Energie Baden-Württemberg Kraftwerke AG (EnBW; bis 1997 Badenwerk) betrieben und besteht aus zwei verschiedenen Kraftwerkstypen:
einem Steinkohlekraftwerk mit 1351 MW Leistung und einem seit 1998 betriebenen Gas- und Dampfkraftwerk (GuD) mit einer Leistung von ca. 365 MW.
Das Kraftwerk liegt am Rhein, direkt an der Einfahrt zum Rheinhafen Karlsruhe, der dem Kraftwerk auch den Namen gab. Es besteht aus acht Blöcken, von denen nur noch zwei in Betrieb sind.
Über den Rhein wird das benötigte Kühlwasser entnommen, gleichzeitig erfolgt die Anlieferung der Steinkohle per Binnenschiff über den Fluss.
Im Jahr 2021 erreichte das Kraftwerk einen neuen Höchststand an klimaschädlichen Emissionen mit 4.156.873 Tonnen CO₂ pro Jahr.

## Kraftwerksblöcke 1–6
Die Blöcke 1–6 von jeweils 100 bis 180 MW Leistung wurden in den 1950er und 1960er Jahren gebaut.
Die Blöcke 1-3 sind stillgelegt und teilweise als Besucherkraftwerk umgebaut und hergerichtet worden.
Der ehemalige Kohleblock 4 wurde Mitte der 1990er Jahre zu einem modernen Gas- und Dampfblock umgebaut. Hierzu wurde die alte Kesselanlage abgerissen und durch eine leistungsfähige Alstom GT26 Gasturbine mit Abhitzekessel ersetzt. Die Dampfturbine konnte nach umfangreichen Umbauarbeiten und einer Überholung weiter verwendet werden. Der Einsatzbereich dieses Kraftwerkes liegt in der Erzeugung von Spitzenlaststrom. Seit dem 4. April 2017 ist Block 4 in Kaltreserve und wird nur auf Anforderung der TransnetBW eingesetzt, wenn es zur Sicherung der Netzstabilität notwendig ist.
Die Blöcke 5 und 6 sind ebenfalls in Kaltreserve; die Blöcke besitzen je einen Dampfkessel, der mit Gas gefeuert wird. Sie nutzen einen 200 Meter hohen Stahlbetonschornstein mit einer gemeinsamen Rauchgasröhre.

## Kraftwerksblock 7

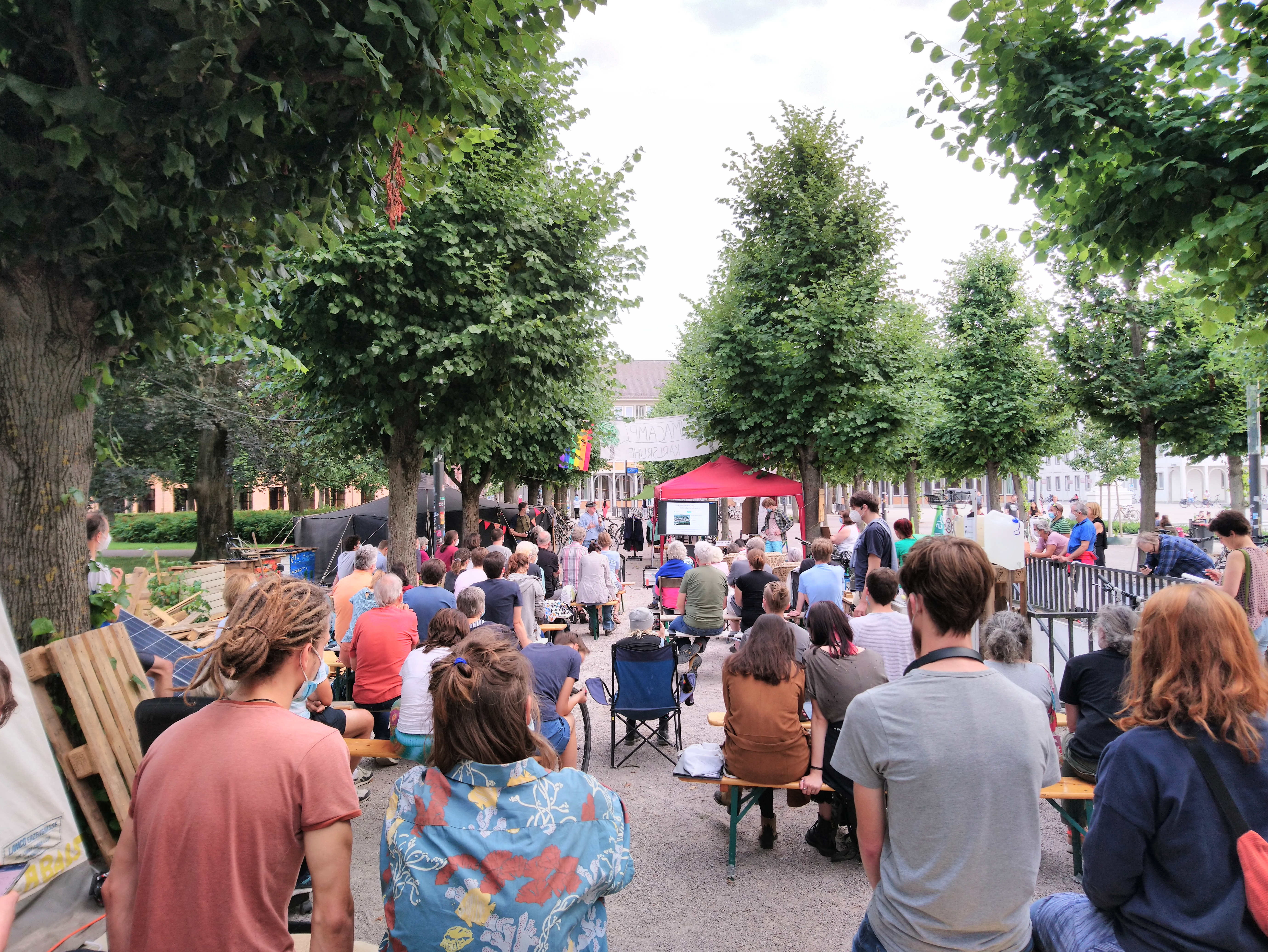
Vortrag „Keine Verlängerung der Kühlwassergenehmigung für das EnBW Kohlekraftwerk RDK 7 in Karlsruhe – Stilllegung von RDK 7 sofort“ vom 10. August 2021 im Klimacamp Karlsruhe

In den Jahren 1981 bis 1985 wurde der Block 7 mit einer Leistung von 517 MW als Mittellastkraftwerk gebaut, dafür entstand ein neuer 233 m hoher Schornstein. Der Block verfügte von Anfang an über eine Rauchgasentschwefelung und -entstickung.
Über eine Kraft-Wärme-Kopplung wird das Fernwärmenetz der Stadtwerke Karlsruhe zusätzlich mit Fernwärme versorgt. Hier ist eine maximale Auskopplung von 220 MW möglich, was den Nutzungsgrad des Kraftwerks von 46 % auf 58 % erhöht, falls die Auskopplung stattfindet.
Seit 2003 darf auch Petrolkoks verfeuert werden.
2021 wurde eine Änderungsgenehmigung zum Weiterbetrieb beantragt, gegen dieses Vorhaben wurde eine Unterschriftensammlung gestartet.
Im Oktober 2021 gab EnBW bekannt, den Block 7 bis spätestens Mitte 2022 zur Stilllegung anmelden zu wollen, die Bundesnetzagentur würde dann prüfen, ob er als systemrelevante Netzreserve zu erhalten ist oder endgültig stillgelegt werden kann.
Im Juli 2022, nach dem russischen Überfall auf die Ukraine, entschied sich die EnBW jedoch dagegen, den Block 7 zur Stilllegung anzumelden. Der Block sollte laut Aussagen einer Sprecherin, „mindestens bis Ende des Winters 2023/2024 weiterbetrieben werden.“ Auch nach der Ankündigung von EnBW, bis 2028 aus der Kohleverbrennung auszusteigen, ist in Karlsruhe kein vorgezogener „Fuel Switch“ (Wechsel zu Erdgas oder Wasserstoff) vorgesehen.
Zum 27. Mai 2024 sollte Block 7 eigentlich stillgelegt werden. Die Bundesnetzagentur stufte ihn im Juni 2024 jedoch bis zum 31. März 2031 als systemrelevant ein. Selbiges gilt für Block 4.

## Kraftwerksblock 8

### Geschichte

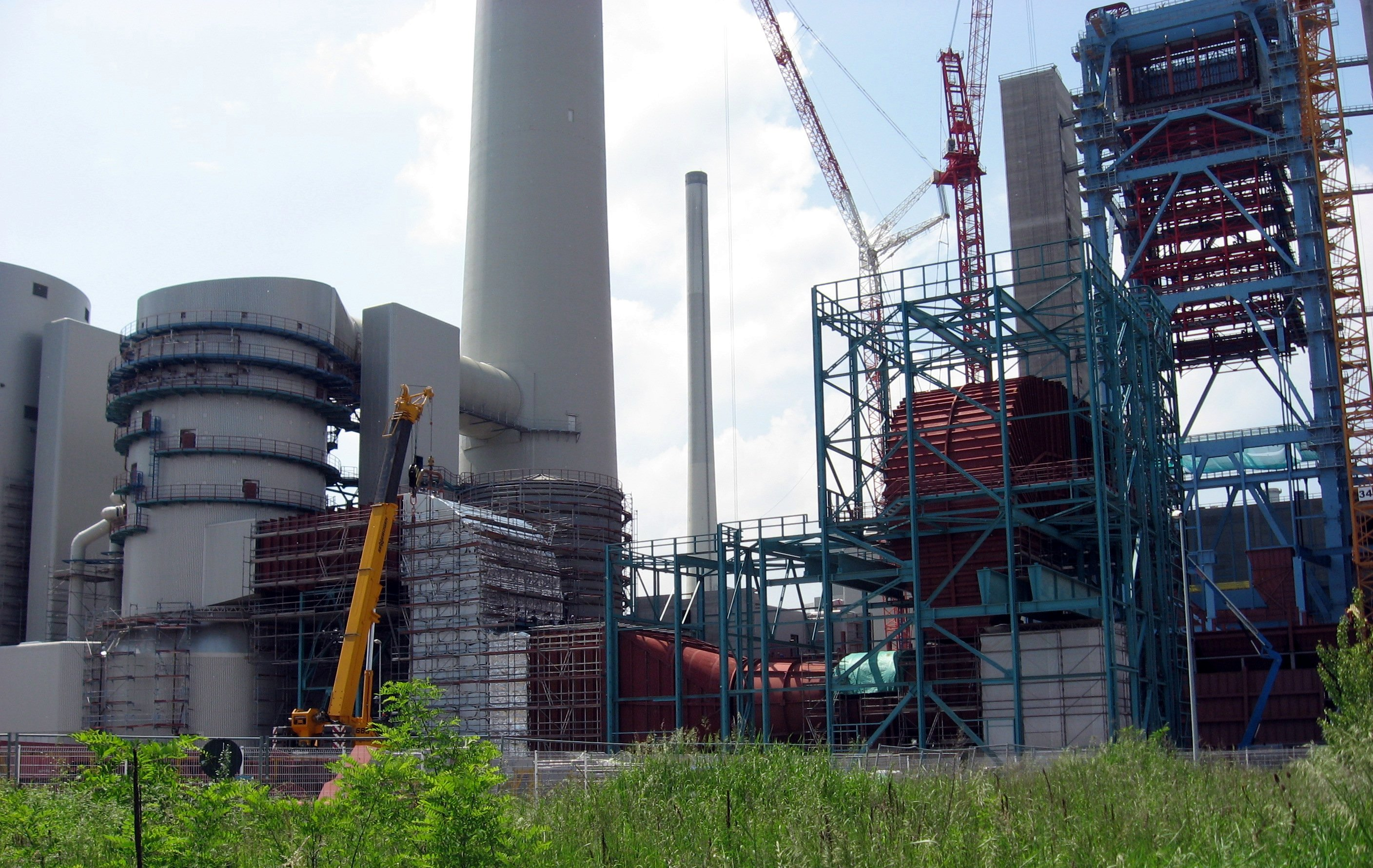
Blick auf die Baustelle des neuen Block 8

Von 2008 bis 2014 wurde am Standort ein neuer steinkohlebefeuerter Block (RDK-8) mit einer elektrischen Leistung von 834 MW (netto) errichtet. Er ist mit dem Block 9 des Großkraftwerkes Mannheim, der 2015 in Betrieb ging, weitestgehend baugleich, was zu einer Verringerung der Baukosten führen sollte. Seit Mai 2014 arbeitet er im Regelbetrieb.
Der Block sollte ursprünglich bereits 2012 in Betrieb gehen, wegen Problemen bei Lieferung und Herstellung von Bauteilen verzögerte sich die Inbetriebnahme jedoch. Zuvor hatte es schon beim Bau des Kessels, der aus einem neuartigen Spezialstahl konstruiert wurde, um mit einer Frischdampftemperatur von über 600 °C arbeiten zu können, Verzögerungen gegeben. Im August 2013 kam es zu einem Brand im Maschinenhaus. Der Schaden wurde behoben und der Probebetrieb fortgesetzt. Am 12. Dezember 2013 wurde im Probebetrieb erstmals Volllast erreicht.
Die Baukosten betrugen ca. 1,3 Mrd. Euro, ursprünglich war man von etwa einer Mrd. ausgegangen. Durch die niedrigen Börsenstrompreise war 2014 die Wirtschaftlichkeit des Blockes nicht gegeben. Zwar lagen die Einnahmen oberhalb der Betriebskosten, es wurden jedoch nicht genügend Deckungsbeiträge erwirtschaftet, um die aus dem Bau resultierenden Finanzierungskosten wieder hereinzuholen.

### Betrieb

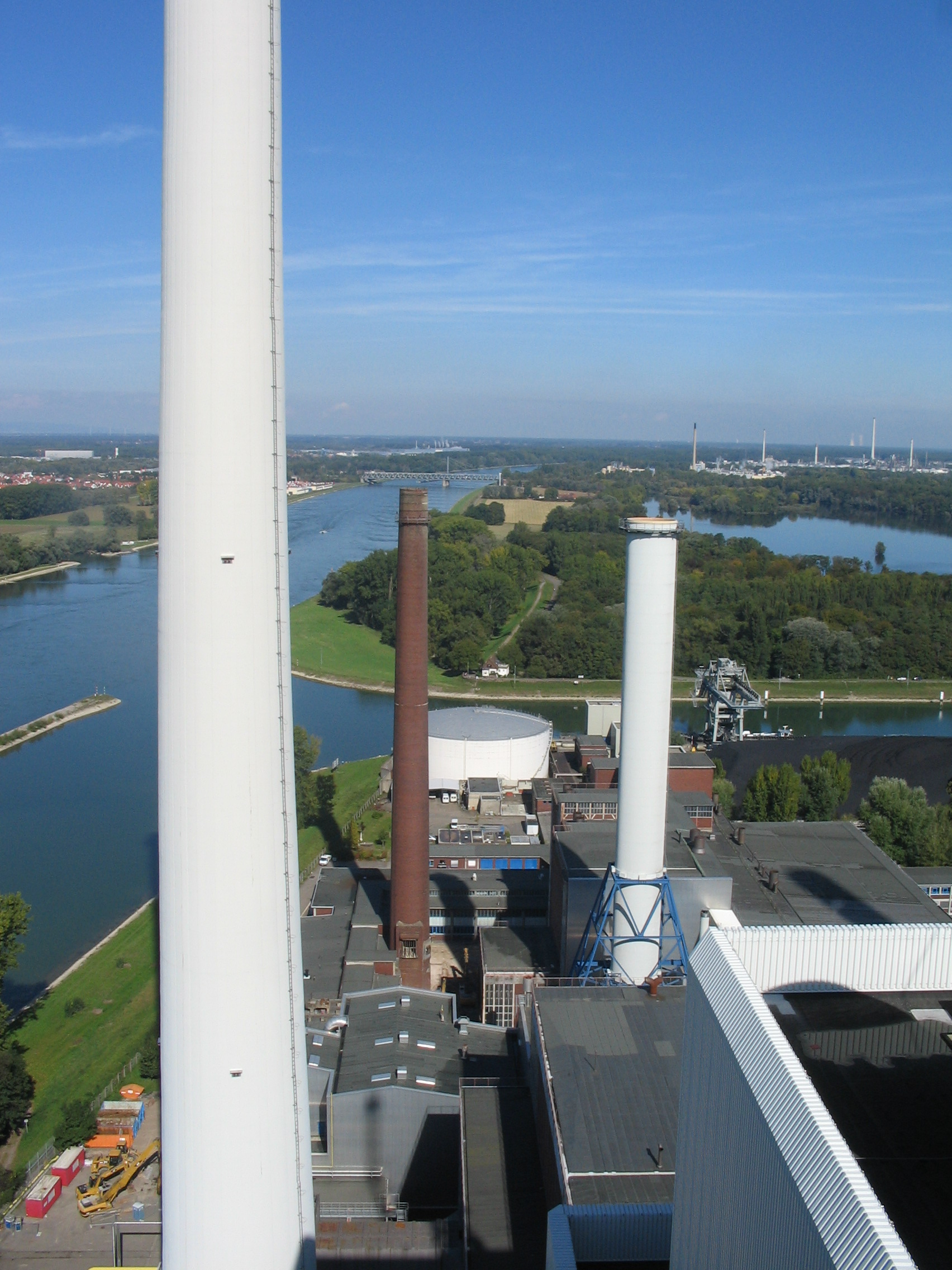
Blick vom Block 7 auf die älteren Blöcke

Der Wirkungsgrad des neuen Blockes beträgt 46 %, der Kohlebedarf unter Volllast liegt bei 313 Tonnen Steinkohle pro Stunde. Zur Einspeisung in das Fernwärmenetz der Stadt Karlsruhe können zusätzlich bis zu 220 MW Fernwärme ausgekoppelt werden. Dafür wird vor der letzten Turbinenstufe der Dampf entnommen. Auch wenn sich der elektrische Wirkungsgrad hierdurch verringert, wird damit ein Nutzungsgrad von bis zu 58 % erreicht.
Der neue Block hat eine Wärmeleistung von 1999 MW. Dazu kommen drei Hilfsdampferzeuger, welche jeweils 28 MW Leistung haben. Damit werden pro Stunde 2350 t Dampf bei einer Temperatur von 600 °C und einem Druck von 275 bar erzeugt. Nach der ersten Turbinenstufe wird der Dampf durch einen Überhitzer ein zweites Mal im Kessel auf 620 °C erhitzt, um den Wirkungsgrad der Turbinen zu erhöhen.

### Kühlung
Zur Kühlung des Kondensators wird eine Wassermenge von ca. 25 m³/s benötigt. Zu dem Wärmekraftwerk gehört ein eigenes kleines Wasserkraftwerk, um einen Teil der potentiellen Energie, die zum Pumpen des Kühlwassers in die Anlage hinauf benötigt wird, zurückzugewinnen und den Wirkungsgrad des Kraftwerkes damit zu erhöhen. Die Turbine hat eine Leistung von bis zu 1,8 MW.
Der Block wird wie die vorhandenen Blöcke mit Rheinwasser gekühlt, wofür ein neues Auslassbauwerk in den Rhein gebaut, und das alte Einlassbauwerk erweitert wurde (Direkteinleitung). Um auch im Sommer bei hohen Rheinwassertemperaturen das Kraftwerk betreiben zu können, wurde ein 80 Meter hoher Kühlturm gebaut, welcher wegen seiner geringen Höhe (damit er die restlichen Bauwerke nicht überragt und somit das Landschaftsbild nicht zusätzlich beeinträchtigt) mit Ventilatoren ausgestattet wurde. Bis zu seiner Verwendung wird das Kühlwasser direkt in den Rhein abgegeben. Bei einer Wassertemperatur des Rheins von bis zu 22,5 °C kann der Kühlturm optional verwendet werden, ab 22,6 °C wird der Kühlturm planmäßig verwendet und ab 24,4 °C unter Volllast betrieben. Beträgt die Temperatur des Rheins über 28 °C, darf das Kühlwasser nur noch mit einer Ausnahmegenehmigung in den Rhein geleitet werden. Der Rhein darf durch den gesamten Kraftwerkskomplex maximal um 1 K erwärmt werden.
Der Schornstein des neuen Blocks, der 2008 errichtet wurde, ist 230 Meter hoch und als Nasszugschornstein ohne erneute Rauchgasaufheizung gebaut, und damit innen mit einem Kunststoffrohr ausgestattet, welches mehrere Meter über das Schornsteinende hinausragt, um Korrosion des Betons durch die Rauchgase zu verhindern.

## Kraftwerksblock 9
EnBW plant auf dem östlichen Teil der bestehenden Kohlehalde den Neubau einer erdgasbetriebenen Gas- und Dampfturbinenanlage. Der Kraftwerksblock wird mit einer elektrischen Nettoleistung von ca. 850 MW, einer maximalen Fernwärmeauskopplung von ca. 220 MW und einer Feuerungswärmeleistung von ca. 1.440 MW geplant. Laut unveröffentlichter Unterlagen im Vorfeld der Festlegung des Untersuchungsrahmens der Umweltverträglichkeitsprüfung ist ein Dauerbetrieb unter Volllast geplant. Neben dem Neubau sollen die Blöcke RDK 4, 7 und 8 sowie die Blöcke HiDE 2, 3 und 81-83 weiterbetrieben werden. Die Planungen stehen laut EnBW unter dem Vorbehalt, dass ein wirtschaftlichen Betrieb der Anlage innerhalb des Kraftwerkssicherungsgesetzes möglich sei und Fördermittel bereitgestellt würden und sich die Anlage im Wettbewerb mit anderen Planungen durchsetzt.

## Kohleanlieferung
Die zum Befeuern des Kraftwerkes benötigte Kohle wird direkt am Kraftwerk im Vorhafen des Rheinhafens Karlsruhe per Schiff aus Rotterdam angeliefert. Die Betreiber rechneten mit ca. 1000 Schiffen pro Jahr, um die benötigte Kohle zu transportieren.
Um die Versorgungssicherheit zu erhöhen, sollte das Kohlelager auf 450.000 t erweitert und zusätzlich die Anlieferung per Bahn ausgebaut werden. Das Regierungspräsidium Karlsruhe genehmigte Ende April 2012 die Erweiterung der Gleisanlagen, welche bis zum Kohlelager des Kraftwerks reichen. Die Erweiterung betrifft eine Strecke von 700 Metern Länge, die mittels acht neuer Weichen an das bestehende Netz angebunden werden sollte. Zusätzlich sollte das existierende Bekohlungsgleis modernisiert werden. Wenn über den Rhein wegen Niedrig- oder Hochwasser oder wegen Schiffsunfällen weniger oder sogar kein Schiffsverkehr mehr möglich ist, ist eine Belieferung des Kraftwerks nur noch mittels Güterzügen möglich. Unabhängig von der Schiffbarkeit des Rheins soll der vergrößerte Kraftwerkskomplex zukünftig ganzjährig nicht nur per Schiff, sondern auch mittels Güterzügen mit Kohle versorgt werden, obwohl die Anlieferung von Kohle auf dem Wasserweg die kostengünstigste Transportmöglichkeit darstellt.

## Kritik und Protest
Im Februar 2019 drangen Klimaaktivisten von Ende Gelände in den Kraftwerksblock 8 ein und besetzten das Kraftwerk so öffentlichkeitswirksam. Ihr Anliegen war ein früherer Kohleausstieg, um die beim Pariser Abkommen zugesicherte 1,5-Grad-Grenze einzuhalten. Die Aktion verlief friedlich. Seit 2019 fordert auch die Karlsruher Ortsgruppe von Fridays for Future die Stilllegung des Kraftwerkblocks 7. Die Umweltverbände BUND, LNV und Nabu forderten im Sommer 2021 keine Verlängerung der Kühlwassergenehmigung und somit die sofortige Stilllegung von Block 7. In diesem Zusammenhang sammelte auch das Klimacamp Karlsruhe Unterschriften gegen die Verlängerung der Kühlwassergenehmigung für das EnBW Kohlekraftwerk RDK 7 in Karlsruhe.

## Anlagensimulator
Ein anlagenspezifischer Simulator wird seit Juli 2011 für die Vorab-Überprüfung der Spezifikationsdaten, Verifizierung der Hauptleittechnik und zur Sicherstellung der Emissionengrenzwerte eingesetzt. Für die Simulation wurde von der Firma Rheinmetall Defence Electronics (RDE) ein umfangreiches verfahrenstechnisches Echtzeitmodell der Anlage erstellt. Die Firma Siemens liefert in Kooperation mit RDE die original Hauptleittechnik und die Bedienoberfläche. An diesem Simulator wird eine Vorab-Inbetriebsetzung des Block 8 durchgeführt, um mögliche Probleme in der Verfahrens- oder Leittechnik frühzeitig zu erkennen und zu beheben.
Damit liefert der Simulator einen wesentlichen Beitrag zu Risikominimierung und zur Terminsicherheit des Kraftwerksprojektes.

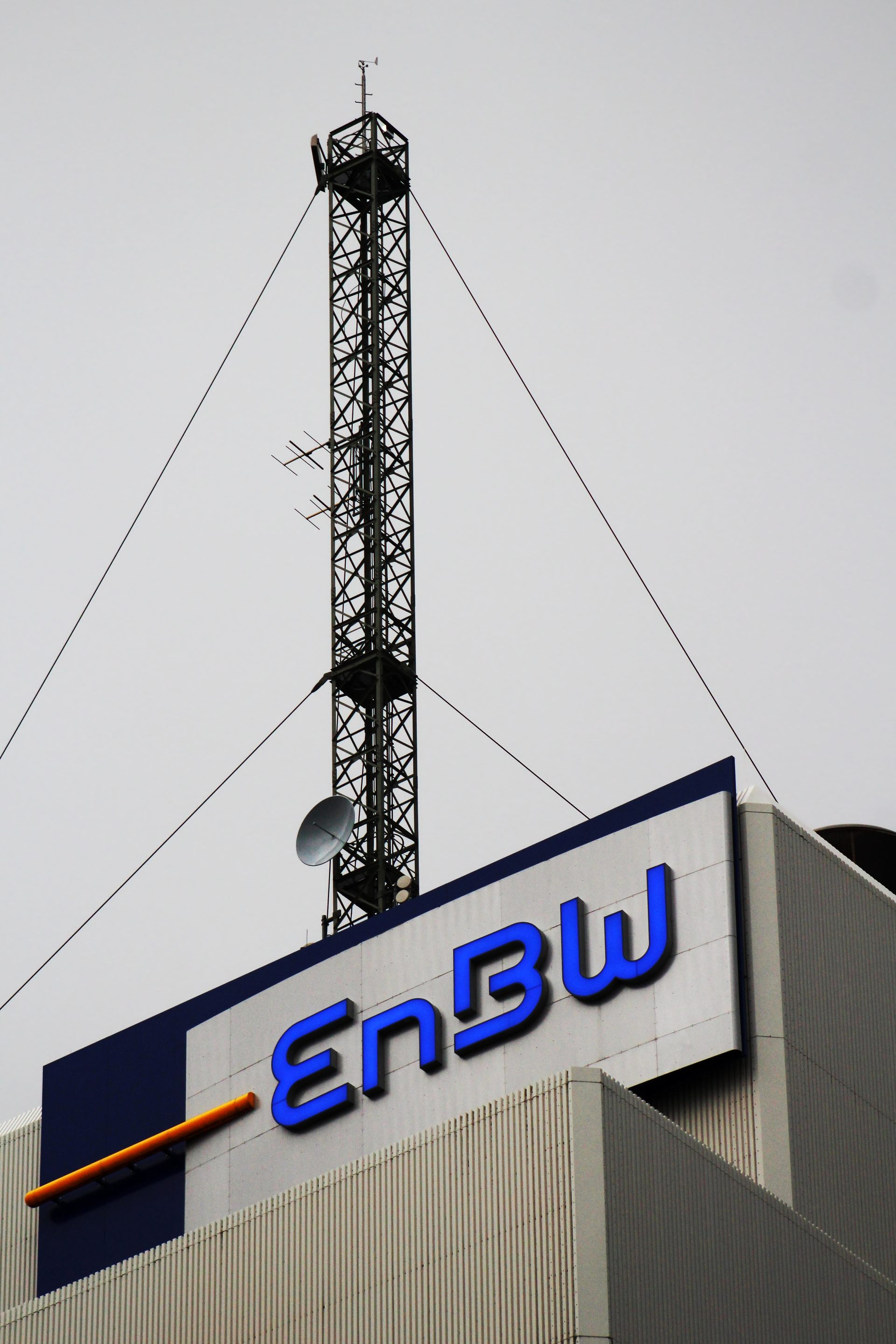
Antennenmast mit Sendeantenne für die Verbreitung von Klassik Radio auf der UKW-Frequenz 90,4 MHz

## Rundfunksender
Auf dem Dach des Kraftwerksgebäudes befindet sich ein Antennenmast zur Verbreitung des Radioprogramms von Klassik Radio auf der UKW-Frequenz 90,4 MHz mit einer ERP von 32 Watt.

## Galerie

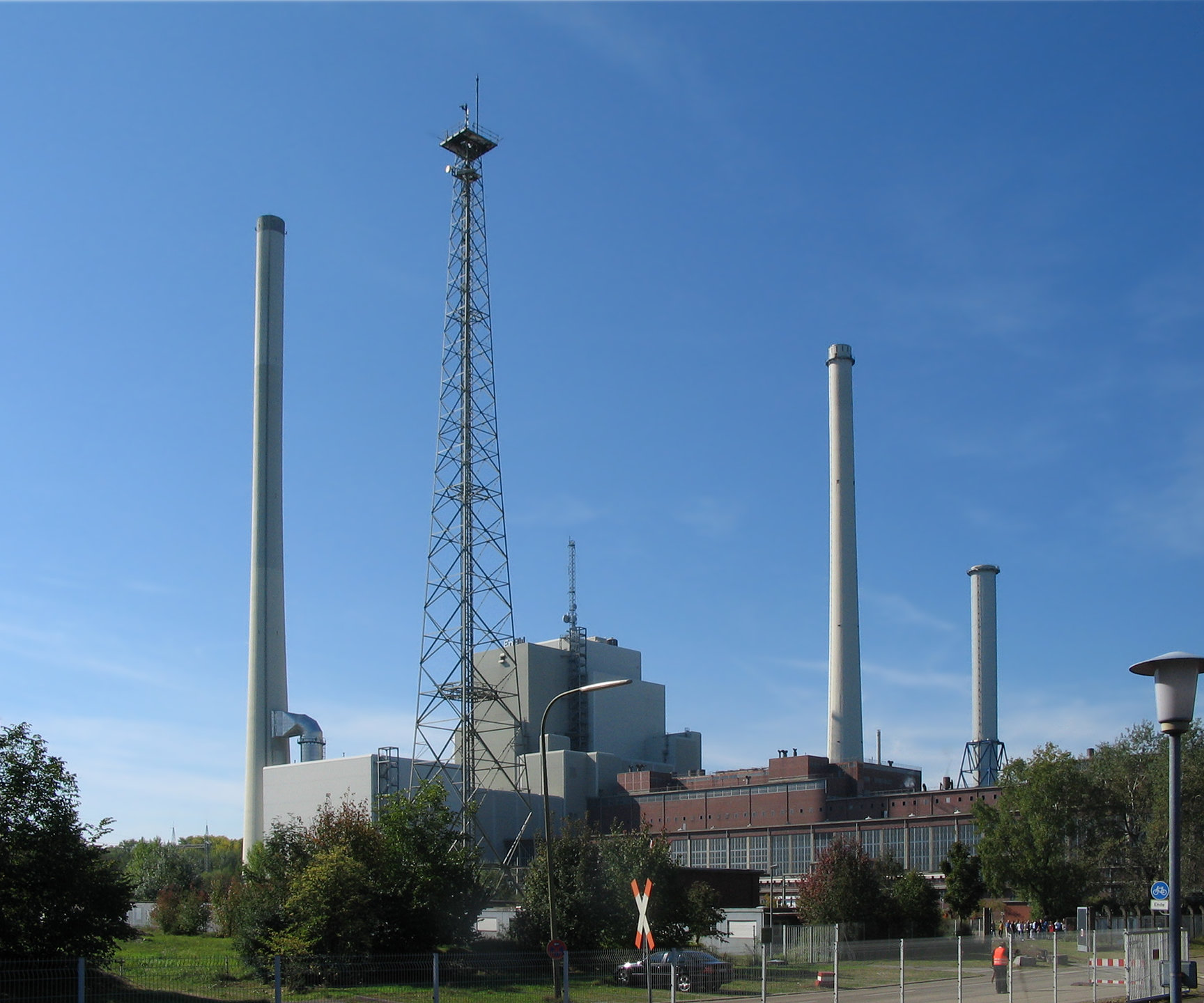
Vor dem Bau von Block 8
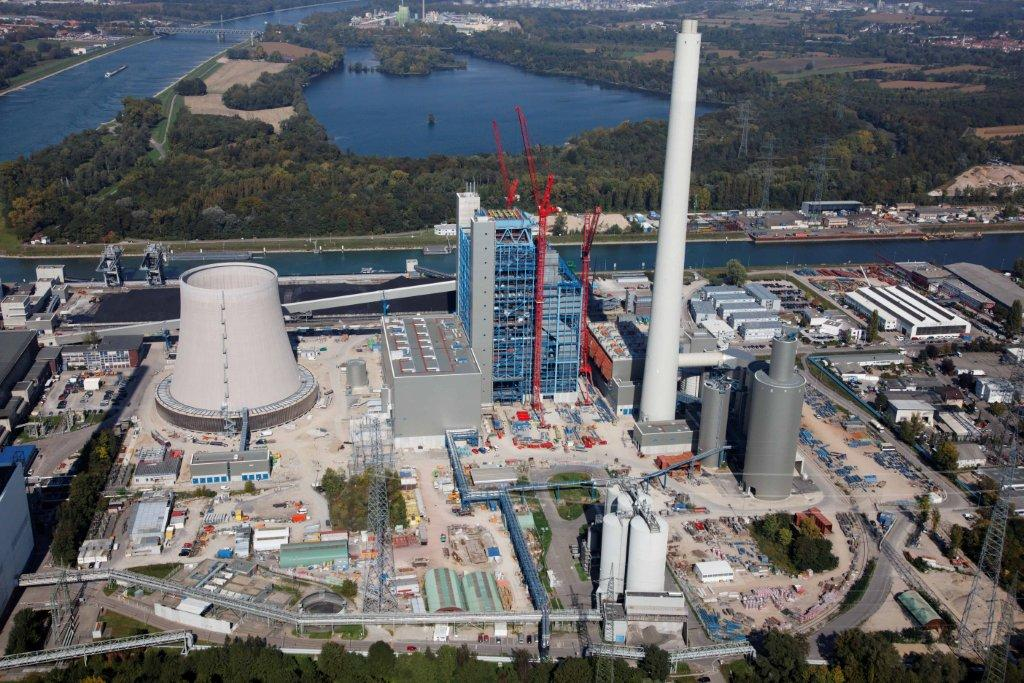
Bauarbeiten 2011, Luftaufnahme von Süden
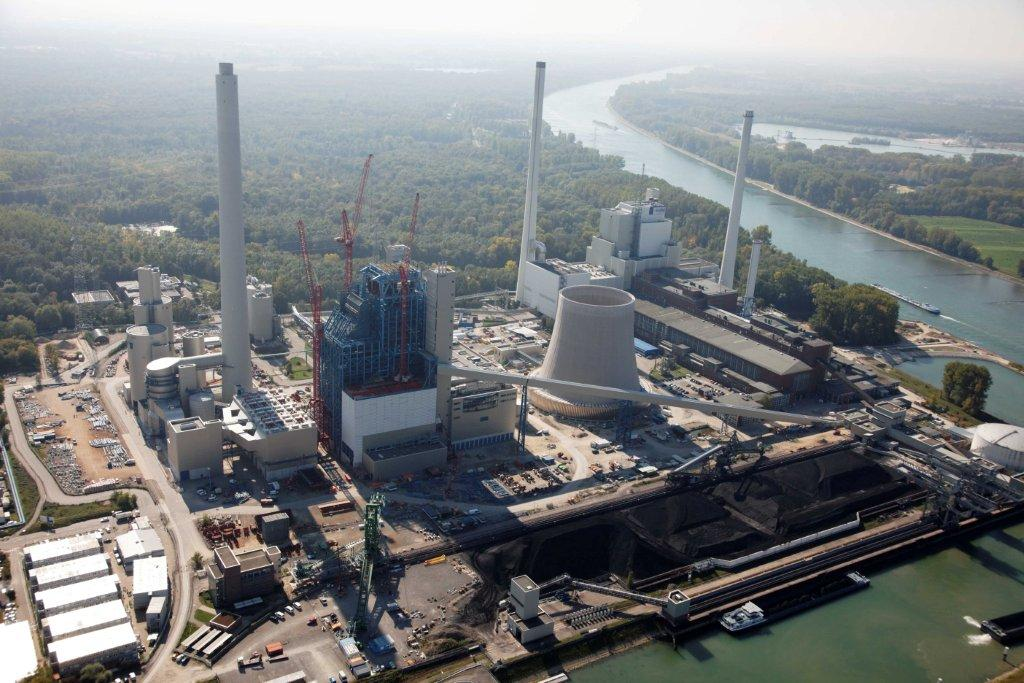
Luftaufnahme von Nordosten
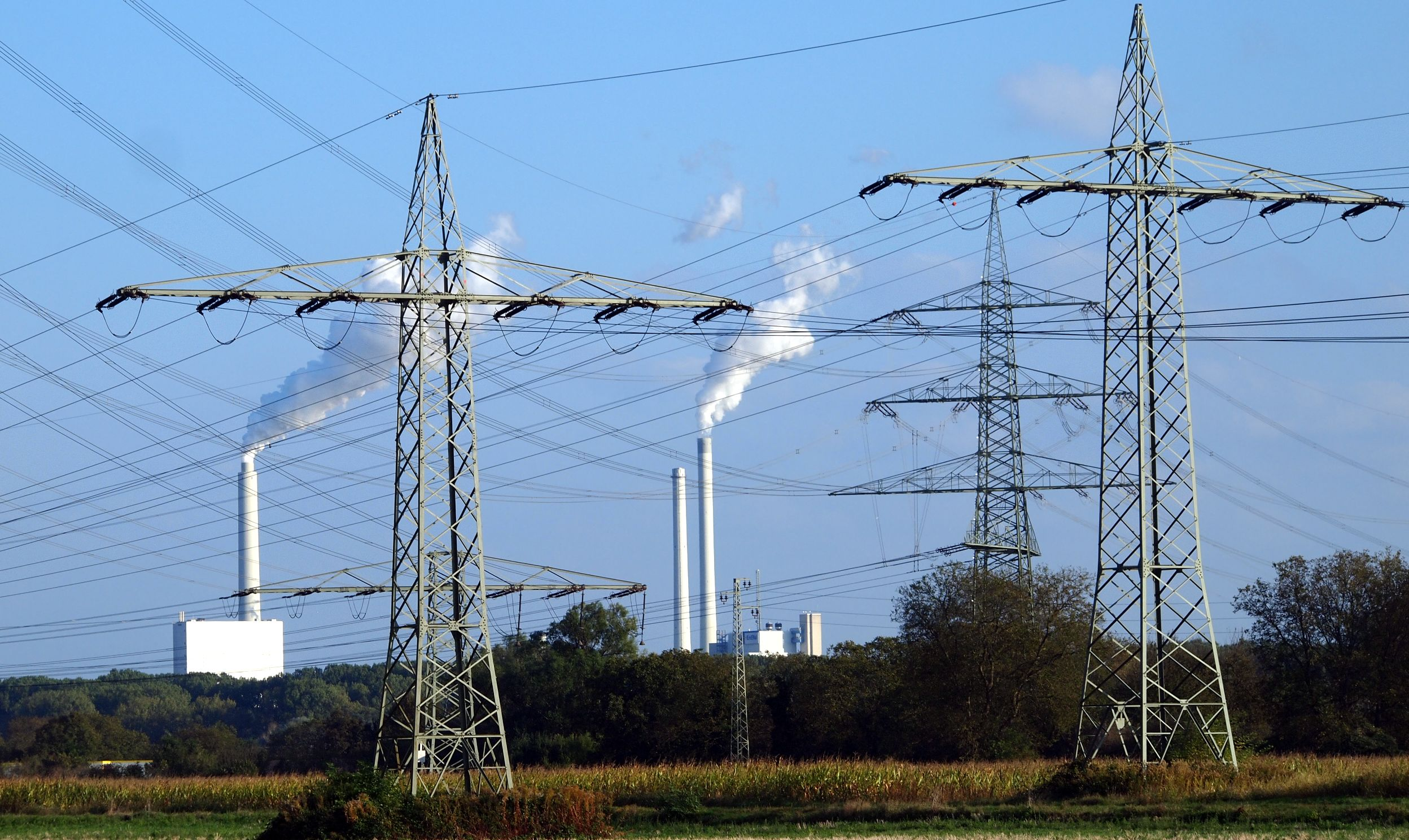
Aus der Südpfalz gesehen

## Schadstoffausstoß
| Jahr | Kohlendioxid (CO2)                                               | Stickoxide (NOx/NO2) | Schwefeloxide (SOx/SO2) | Distickoxid (N2O) | anorganische Fluorverbindungen | Quecksilber und Verbindungen (als Hg) | Verbringung gefährlicher Abfälle im Inland | Verbringung nicht gefährlicher Abfälle |
| ---- | ---------------------------------------------------------------- | -------------------- | ----------------------- | ----------------- | ------------------------------ | ------------------------------------- | ------------------------------------------ | -------------------------------------- |
| 2009 | 1.790.000.000 kg                                                 | 1.300.000 kg         | 1.080.000 kg            | 20.600 kg         | 24.000 kg                      | 16 kg                                 | 361 t                                      | 7.380 t                                |
| 2010 | 2.170.000.000 kg                                                 | 1.140.000 kg         | 1.080.000 kg            | 25.700 kg         | 29.100 kg                      | 19 kg                                 | 43 t                                       | 7.430 t                                |
| 2011 | 2.420.000.000 kg                                                 | 1.420.000 kg         | 1.520.000 kg            | 28.100 kg         | 32.300 kg                      | 21 kg                                 | 244 t                                      | 20.100 t                               |
| 2012 | 2.180.000.000 kg                                                 | 1.370.000 kg         | 1.570.000 kg            | 24.800 kg         | 30.800 kg                      | 16,2 kg                               | 25 t                                       | 7.600 t                                |
| 2013 | 3.050.000.000 kg                                                 | 2.130.000 kg         | 2.300.000 kg            | 34.000 kg         | 43.900 kg                      | 33 kg                                 | 302 t                                      | 17.800 t                               |
| 2014 | 3.620.000.000 kg                                                 | 1.290.000 kg         | 1.390.000 kg            | 41.300 kg         | 51.900 kg                      | 31,8 kg                               | 318 t                                      | 28.000 t                               |
| 2015 | 3.870.000.000 kg                                                 | 1.800.000 kg         | 1.960.000 kg            | 45.000 kg         | 56.600 kg                      | 59,2 kg                               | 438 t                                      |                                        |
| 2016 | 2.970.000.000 kg                                                 | 1.610.000 kg         | 1.570.000 kg            | 44.500 kg         | 31.200 kg                      | 93,6 kg                               | 424 t                                      |                                        |
| 2017 | 3.840.000.000 kg                                                 | 1.820.000 kg         | 1.860.000 kg            | 45.100 kg         | 34.100 kg                      | 41,9 kg                               | 693 t                                      |                                        |
| 2018 | 3.710.000.000 kg                                                 | 1.810.000 kg         | 1.790.000 kg            | 43.600 kg         | 33.000 kg                      | 32,9 kg                               | 804 t                                      |                                        |
| 2019 | 2.650.000.000 kg                                                 | 1.040.000 kg         | 1.110.000 kg            | 30.700 kg         |                                | 24,3 kg                               | 731 t                                      |                                        |
| 2020 | 2.140.000.000 kg                                                 | 1.180.000 kg         | 1.000.000 kg            | 25.200 kg         |                                | 21,8 kg                               | 1.140 t                                    |                                        |
| 2021 | 4.156.873.000 kg                                                 | 2.240.000 kg         | 1.560.000 kg            | 49.400 kg         |                                | 11,3 kg                               | 861 t                                      |                                        |
| 2022 | 4.764.061.000 kg (RDK7: 1.473.405.000 kg RDK8: 3.049.442.000 kg) |                      |                         |                   |                                |                                       |                                            |                                        |